# Magreglio
Magreglio är en ort och kommun i provinsen Como i regionen Lombardiet i Italien. Kommunen hade 676 invånare (2018).